# Breakin' Out to the Morning
Singles de SPEED
Precious Time
(17 février 1999) Long Way Home
(3 nov. 1999)
Breakin' Out to the Morning (écrit en minuscules : Breakin' out to the morning) est le dixième single de SPEED, sorti en 1999.

## Présentation
Le single, écrit, composé et produit par Hiromasa Ijichi, sort le 19 mai 1999 au Japon sur le label Toy's Factory, trois mois seulement après le précédent single du groupe, Precious Time. Il sort au format maxi-single, désormais la norme pour les singles au Japon, dans un boitier spécial de type digipack (les précédents singles du groupe étaient sortis au format mini-CD single de 8 cm de diamètre, l'ancienne norme, à l'exception du 8e, All My True Love). Il atteint la 2e place du classement des ventes de l'Oricon, et reste classé pendant dix semaines. Il se vend à près de 600 000 exemplaires, et est alors le single le moins vendu du groupe.
C'est son deuxième single (après All My True Love) à contenir trois chansons différentes, en plus de leurs versions instrumentales, mais le groupe dans son ensemble n'en interprète que les deux premières (Breakin' Out to the Morning et Adam to Eve). La troisième, Everyday, Be With You, est en effet interprétée en solo par l'une des membres, Eriko Imai, et est attribuée à "Eriko with Crunch" du nom de son projet solo parallèle où elle chante entourée d'un groupe de danseurs extérieurs à Speed (Crunch, composé de deux filles et deux garçons : Tomo, Sachika, Yasu, et Masaki) ; une première chanson d'"Eriko with Crunch", Tsumetaku Shinaide, était déjà parue sept mois auparavant sur le single All My True Love de SPEED.
La chanson-titre Breakin' Out to the Morning a été utilisée comme générique du drama télévisé Africa no Yoru. Elle figurera sur le troisième album original du groupe, Carry On My Way qui sortira sept mois plus tard, puis sur sa compilation Dear Friends 2 de 2000 ; elle sera interprétée sur l'album live Best Hits Live de 2004, et sera aussi ré-enregistrée pour l'album de reprise Speedland de 2009.
La deuxième chanson du single, Adam to Eve, ne sera reprise sur aucun album du groupe ; c'est en fait une reprise d'une chanson du groupe HIM ("Hiromasa Ijichi Melodies") parue en 1997 sous le titre Seventeen Dance - I've Been Lookin' 4 U sur son album Himax! Greatest Hits and More. La troisième chanson Everyday, Be With You par Eriko Imai (en tant que "Eriko with Crunch") figurera sur son premier album solo My Place qui sortira en 2001, après la séparation de SPEED ; c'est également une reprise d'une chanson du groupe HIM parue en 1997 sous le même titre sur son album HIMIX A2Z.

## Liste des titres
Toutes les chansons sont écrites et composées par Hiromasa Ijichi, arrangées par Yasutaka Mizushima.
| 1. | Breakin' Out To The Morning (Breakin' out to the morning)                    | SPEED             | 4:12 |
| 2. | Adam to Eve (アダムとイブ)                                                   | SPEED             | 5:40 |
| 3. | Everyday, Be With You (EVERYDAY, BE WITH YOU)                                | Eriko with Crunch | 4:30 |
| 4. | Breakin' Out To The Morning (Instrumental) (Breakin' out to the morning ...) |                   | 4:12 |
| 5. | Adam to Eve (Instrumental) (アダムとイブ ...)                                |                   | 5:40 |
| 6. | Everyday, Be With You (Instrumental) (EVERYDAY, BE WITH YOU ...)             |                   | 4:30 |